# Ed Furness
Pour les articles homonymes, voir Furness (homonymie).
Albert Edward Furness, dit Ed Furness (né en 1911 au Royaume-Uni et mort le 20 avril 2005 à Mississauga au Canada) est un auteur de bande dessinée canadien, créateur du super-héros Freelance. C'est avec Leo Bachle et Adrian Dingle l'un des trois principaux auteurs de la période des Canadian Whites (en), ces comic books canadiens publiés entre 1941 et 1946 lorsque l'importation de magazines américains était interdite.

## Biographie
Né au Royaume-Uni, Ed Furness émigre durant son enfance avec sa famille au Canada, à Dunnville (en), en Ontario. Diplômé de l'Ontario College of Art en 1933, il travaille ensuite dans l'illustration. En 1941, il crée avec le scénariste Ted McCall (en) le super-héros Freelance, publié dans Freelance Comics par les éditions Anglo-American Publishing (en). Il crée également Commander Steele dans Grand Slam Comics et devient rapidement le principal auteur d'Anglo American.
En 1946, avec la fin des restrictions à l'importation de comic books américains, le marché canadien s'effondre et Furness quitte le métier en 1946. Il se consacre alors à l'illustration commerciale et à la peinture paysagère.
Retrouvé par des passionnés de bande dessinée à la fin de sa vie, il est informé qu'il figurera parmi les six premiers noms ajoutés au temple de la renommée de la bande dessinée canadienne des grands auteurs de bande dessinée canadienne. Il meurt cependant le 20 avril 2005, âgé de 94 ans, avant l'annonce publique de cet événement.